# Шишкинський
Шишкинський (рос. Шишкинский; адиг. Шишкинскэр) — хутір Гіагінського району Адигеї Росії. Входить до складу Сергіївського сільського поселення.
Населення — 35 осіб (2015 рік).